# Paralimna opaca
Paralimna opaca är en tvåvingeart som beskrevs av Ichiro Miyagi 1977. Paralimna opaca ingår i släktet Paralimna och familjen vattenflugor. Inga underarter finns listade i Catalogue of Life.